# 鲍克明
鲍克明（1932年—2023年4月22日），男，山东掖县人，中华人民共和国政治人物，曾任航天工业部副部长、党组成员，中共海南省委常委、海南省人民政府常务副省长，第七届全国人大代表。